# سيدي صالح
سيدى صالح قرية تابعة لمركز الشهداء في محافظة المنوفية في جمهورية مصر العربية.